# Otvazhnaya (perra cosmonauta)
Otvazhnaya (Отважная, "Valiente") es una perra - cosmonauta que realizó al menos cinco vuelos espaciales entre 1958 y 1960.

## Vuelos de Otvazhnaya

### Primer y segundo vuelo
El 2 de agosto de 1958 tuvo lugar el primer vuelo con la participación de Otvazhnaya (en ese momento se llamaba Kusachka (Кусачка, "Chiquilla"). Junto a ella participó en la prueba la perra Palma. El segundo cohete con ambos “pasajeros” a bordo se lanzó unos días después, el 13 de agosto de 1958.

### Tercer vuelo
El 2 de julio de 1959 se lanzó un cohete balístico geofísico de una sola etapa que transportaba al conejo Marfusha (""La pequeña Marta") y a los perros Otvazhnaya y Snezhinka ("Copo de Nieve"). Como parte de la prueba, se llevó a cabo un experimento planificado para "estudiar el efecto de los vuelos espaciales en un organismo vivo". Otra tarea de los investigadores era resolver el “problema del regreso” de las tripulaciones a la Tierra. Después de un breve vuelo fuera de la atmósfera, todos los “pasajeros” regresaron sanos y salvos a su planeta de origen.

### Cuarto vuelo
El cohete con los perros Otvazhnaya y Zhemchuzhnaya ("Nacarada") se lanzó el 10 de julio de 1959. Cabe destacar que Otvazhnaya realizó otro vuelo “a la atmósfera superior” apenas ocho días después del anterior. Según algunos informes, durante la prueba el cohete alcanzó una altitud de 211 km.

### Quinto vuelo
El 15 de junio de 1960, Otvazhnaya realizó su quinto vuelo con el cohete R-2A . Además de ella, a bordo se encontraban el conejo Zvezdochka (Звезда, "Estrella") y un perro llamado Malek . Además de otros resultados, como parte del vuelo se obtuvieron nuevos datos “sobre el tono muscular de los animales en condiciones de ingravidez”. Todos los animales regresaron sanos y salvos a la Tierra.

En uno de sus libros Alexander Zheleznyakov (Secretos de los desastres de cohetes) da el siguiente ejemplo de rumor popular asociado con el programa tripulado:
"Lanzamiento el 15 de junio de 1960 desde el polígono de pruebas de Kapustin Yar del cohete geofísico V-2 con los perros Otvazhnaya y Malek a bordo. El vuelo fue exitoso. A bordo del cohete también había un astronauta".

### Sexto vuelo
Según varias fuentes, Otvazhnaya realizó su sexto vuelo el 24 de junio de 1960, junto con un perro llamado Zhemchuzhnaya .

### La importancia de los vuelos para la ciencia
Los investigadores observaron que en los perros que habían viajado repetidamente al espacio, las "anomalías relacionadas con el estrés en las respuestas fisiológicas" se redujeron significativamente. Entonces, con cada vuelo posterior, la adaptación de Otvazhnaya a la ingravidez se hizo más fácil. Basándose en datos de observación, los médicos sugirieron que los vuelos repetidos de personas al espacio acelerarían significativamente la adaptación del "organismo a un estado de ingravidez". Posteriormente, esta suposición fue confirmada.

## Nombre del perro
Inicialmente, la perra cosmonauta se llamaba Kusachaya, por su "disposición obstinada". Después de su cuarto vuelo se hizo conocida como Otvazhnaya-Brave-Valiente .

## En el arte
La perra Otvazhnaya se convirtió en la heroína de la historia de M. P. Baranova y E. S. Veltistov "Tyapa, Borka y el cohete", publicado en 1962 por la editorial "Literatura infantil".  El libro tuvo varias ediciones.